# Corsé cónico Gaultier de Madonna

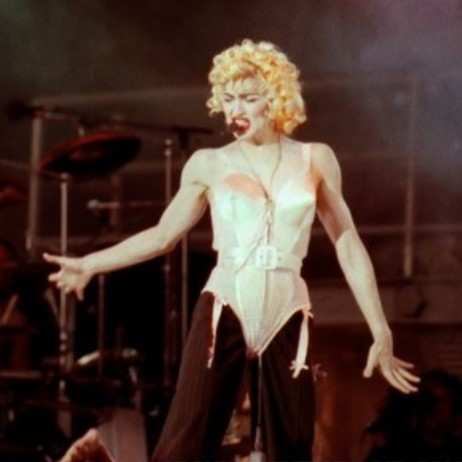
Madonna interpretó «Express Yourself» durante el Blond Ambition World Tour con el corsé cónico diseñado por Jean-Paul Gaultier

El corsé cónico Gaultier que la artista estadounidense Madonna utilizó en la gira Blond Ambition World Tour de 1990 es una de las prendas más famosas tanto de la cantante como del modisto francés Jean-Paul Gaultier, su creador, y se ha convertido en sí mismo en un icono de la cultura popular. Para los expertos, marcó un antes y un después en la industria de la moda, ya que se convirtió en una «bandera a la liberación de la mujer por todo el mundo».

## Historia
El diseñador francés Jean-Paul Gaultier es el autor del corsé cónico rosa que Madonna usó originalmente en el Blond Ambition World Tour de 1990. La artista se puso en contacto con el modista tras el prêt-à-porter de París en octubre de 1989. Realizó 1500 dibujos para ayudar a Madonna en buscar varios estilos que combinaran lo masculino y lo femenino, y elaboró 150 trajes de alta costura para ella, sus bailarines y coristas, ya que el vestuario y efectos visuales fueron igualados en importancia a la propia música.
Gaultier, quien diseñó el corsé cónico en 1982, comentó que su inspiración para la pieza provino de una exhibición a la que asistió de niño con su abuela:

When I was a child, my grandmother took me to an exhibition, and they had a corset on display. I loved the flesh color, the salmon satin, the lace. She explained that a corset was meant to help you, to make you stand up. It was a solution that I thought was beautiful. The gold conical bra was just an extension of that idea.
Cuando era niño, mi abuela me llevó a una exposición y exhibían un corsé. Me encantó el color carne, el satén salmón, el encaje. Ella me explicó que un corsé estaba destinado a ayudarte a mantenerte erguida, a levantarte. Fue una solución que me pareció hermosa. El sujetador cónico dorado era solo una extensión de ese idea.
Jean-Paul Gaultier

La forma puntiaguda de las copas proviene de la moda de los años 1940, concretamente de los llamados bullet-bra (o sujetador torpedo). Como antecedente, Madonna había utilizado un corsé negro con unas copas en forma de cono para el videoclip de «Open Your Heart» de 1986. Años más tarde, en el programa emitido por BBC en 2001, titulado There is Only One Madonna, el modisto francés dijo que la primera vez que vio a Madonna por televisión le impresionó profundamente y que a partir de esa gira han colaborado en repetidas ocasiones y han mantenido una estrecha relación de amistad. De hecho, Gaultier ha sido el diseñador predilecto para la artista y ella convertida en su musa. Esta relación ha sido la más fructífera entre los demás diseñadores para la intérprete. Paloma Herce de Harper's Bazaar comentó que «el tándem cantante y diseñador no cobró nunca tanto sentido [como] con ellos dos». Eduardo Limón del sitio Cultura Colectiva también describió esta relación laboral de la siguiente manera:

[...] el diseñador francés, junto con Madonna, revolucionó la idea de feminidad a fines de siglo XX y emprendió la infatigable búsqueda por difuminar los géneros y tabúes [sexuales] por medio del diseño. Desde el bustier de conos dorados en el Blond Ambition World Tour, pasando por aquella ocasión en que Madonna apareció sobre la pasarela con los senos descubiertos, hasta llegar a 2012 cuando ese corsé fuese reinventado para el MDNA World Tour, la dupla Gaultier-Madonna es un fenómeno que bien podría ser considerado arte político.

### Corsé cónico rosa de «Express Yourself» (1990)
El 13 de abril de 1990 dio inicio la gira en el Chiba Marine Stadium de Chiba (Japón). El concierto abrió con «Express Yourself». El número consistía en siete bailarines con el torso desnudo que aparecían sobre el escenario, inspirado en la película Metrópolis, y que realizaban una coreografía; al fondo, Madonna emergió por una plataforma elevada sobre un tramo de escaleras. Llevaba una coleta postiza rubia y estaba vestida con un traje sastre negro a rayas claras con aberturas verticales, de modo que su sujetador puntiagudo era visible. Debajo del traje Madonna iba vestida con el corsé cónico Gaultier de color rosa claro cosido en tejido lamé vintage de 1930, con satén de seda rosa claro y elástico sintético, y con un cinturón del mismo color. Acompañada por Niki Haris y Donna De Lory, sus dos cantantes y bailarinas de respaldo, que a su vez llevaban una versión en negro del icónico corsé, Madonna hizo una interpretación vocal en directo de la canción, y una coreografía elaborada, que incluía vogueo, humping y una masturbación simulada, hasta el momento álgido de la canción, en que se quitó la chaqueta y dejó a la vista la pieza de Gaultier y mantuvo el pantalón de raya diplomática. Madonna utilizó el corsé rosa durante toda esta sección del concierto, y lo lució de manera notable al interpretar la segunda canción del repertorio, «Open Your Heart».

### Versión en dorado de «Like a Virgin» (1990)
En la apertura del segundo acto del concierto, dedicada a la religión, Madonna interpretó «Like a Virgin» sobre una cama de terciopelo rojo y simuló una masturbación, mientras llevaba una segunda versión del corsé cónico, esta vez en tela dorada con los conos concéntricos, sin los característicos ligueros y con cordones delanteros, mientras que dos bailarinas que la acompañaban lucían medias y sostenes puntiagudos dorados.

### Versión 2012 - The MDNA Tour
En la gira The MDNA Tour de 2012, Gaultier reinterpretó el corsé cónico en 3D, cuya estructura era de tiras negras de charol que se abrían a la altura de las caderas:

Ce que j'ai fait cette fois est un clin d'oeil au corset iconique du Blond Ambition tour mais réinterprété en 3D, en cuir verni à l'extérieur et cuir métallique à l'intérieur. C'est du masculin et du féminin, les classiques de Madonna et Jean Paul Gaultier réinterprétés pour 2012.
Lo que hice esta vez es un guiño al icónico corsé del Blond Ambition Tour pero reinterpretado en 3D, en charol por fuera y metálico por dentro. Es masculino y femenino, los clásicos de Madonna y Jean-Paul Gaultier reinterpretados para 2012.
Jean-Paul Gaultier

### Versión 2023 - The Celebration Tour
La pieza fue reelaborada nuevamente por el propio Gaultier para la gira The Celebration Tour de 2023-2024, la cual se realizaría con el fin de conmemorar los cuarenta años de carrera musical de Madonna. En esta ocasión se trató de un mini vestido negro con cristales incrustados, siendo además un diseño exclusivo debido al modista encontrarse retirado ya para ese entonces.

### Otras recreaciones
Gaultier rediseñó el mítico corsé en dos ocasiones que no contaron con la participación de Madonna: en su colección de 2010 y en una «colección cápsula» que diseñó para otoño de ese mismo año para la firma italiana de lencería La Perla.

## Impacto
El corsé cónico se ha convertido en sí mismo en un icono de la cultura popular. Para los expertos, marcó un antes y un después en la industria de la moda, ya que se convirtió en una «bandera a la liberación de la mujer por todo el mundo».
El corsé como prenda femenina y de uso exterior tuvo un resurgimiento gracias a la cantante. El diario Clarín escribió sobre la importancia de esta prenda y el crédito de la intérprete tras ponerla de moda desde su olvido al menos desde la década de 1920 y surgimiento como un símbolo erótico. Más tarde esta tendencia llegaría ser nombrada en inglés Underwear as outerwear o ropa interior usada como exterior o al menos visible, donde Madonna sirvió como pionera. Desde entonces, muchas otras cantantes han seguido esta tendencia impuesta por la artista de enseñar su ropa interior en conciertos. Incluso ha inspirado a otros cantantes y artistas que han incluido versiones en sus presentaciones, sesiones de fotos o videoclips, como Eminem en «Just Lose It», Thalía en «Amor a la mexicana» o Lady Gaga en «Alejandro», entre otros.
Para Pilar Castaño, periodista colombiana experta en moda, el revival del corsé que la dupla Gaultier-Madonna hizo fue un punto de inflexión:

Hoy no existe un diseñador contemporáneo que no incluya prendas íntimas en sus colecciones. A raíz del corsé que Jean Paul Gaultier sacó en satín a los escenarios con Madonna parecía haber retrocedido en el tiempo y comenzamos a ver el fetichismo en la moda como si estuviéramos en el siglo XVIII, o en la oscura época victoriana, cuando Jack el Destripador andaba en el nublado Londres matando mujeres encorsetadas en los burdeles.
Pilar Castaño.

Paloma Herce, de la revista Harper's Bazaar, señaló que «su aparición con esta femenina y provocativa prenda marcó un antes y un después en la historia de la moda, y es imposible no pensar en Madonna llevando este bustier». Chloe Wyma de Louise Blouin Media comentó que «fue el Blond Ambition Tour de 1990 que trajo consigo la provocación en la moda más icónica de la artista: el corsé de satín rosa con sostén en forma de conos de Gaultier, un artilugio fetichista basado en una forma exagerada y vulgarizada del sostén bala de la década de los cincuenta». En palabras de María R. López de El País esta prenda «impulsó la carrera de la maison tras tener como embajadora a la diva, incluso ha inspirado una de las fragancias de la casa francesa».
María Mérida de la revista Vogue en su versión española, incluyó esta prenda entre los siete looks de Madonna que nos cambiaron la vida (y el armario):

En materia de ropa interior siempre ha habido dos opciones: o la ocultas o la enseñas. Hasta que llegó Madonna y decidió incluir una tercera, que implicaba la fusión de las dos anteriores. La pieza en cuestión fue un diseño exclusivo de Jean-Paul Gaultier que la Reina del Pop convirtió en icónico; y es que nunca antes llevar un sujetador puntiagudo había resultado tan sexy. Dicho esto, el modelo terminó formando parte del patrimonio y legado estético de Madonna, que a día de hoy le sigue rindiendo sentidos homenajes
María Mérida.

También fue incluida en la lista de los once looks más representativos de la artista, recopilado por Altina Paredes para el periódico mexicano El Universal. La plataforma Stylight la situó tercera entre las diez piezas míticas de Madonna. Por su parte, la revista In Style la ubicó como número seis entre los 25 looks más icónicos de la intérprete y la versión en 3D como la número 20. La revista Quién la situó entre las 18 prendas icónicas de la cultura popular y el autor José Antonio Llaca menciona que «Madonna vuelve icónico lo que se ponga [...] Jean Paul Gaultier tuvo el tino de crear este bra que se convirtiera en el más famoso del mundo».
En la edición de 1994 del Libro Guinness de los récords, se escribió que el corsé cónico diseñado por Gaultier fue vendido en una subasta en Londres por la casa Christie's a un precio de 12 100 euros  ($USD 19 360) y representó el mayor pago para una prenda de ropa perteneciente a Madonna hasta aquel entonces. Más tarde fue subastado a un precio de 52 000 dólares.
Por otro lado, el corsé se ha exhibido en diferentes exposiciones de arte y moda a nivel internacional. Un ejemplo fue en 2013 en el Barbican de la ciudad de Londres. También figuró en la exposición internacional «The Fashion World of Jean-Paul Gaultier». Réplicas del corsé cónico se exhiben permanentemente en diversos museos alrededor del mundo. Algunos de ellos son el M. H. de Young Memorial Museum (Estados Unidos), el Hard Rock Cafe de París (Francia) y el Museo de la Moda (Chile).